# الطريق الأوروبي E26
الطريق الأوروبي E26 يعد الطريق الأوروبي E26 جزءًا من شبكة الطرق الأوروبية الدولية. يقع الطريق بالكامل داخل ألمانيا ويمتد من هامبورغ إلى برلين.